# Yaginumanis
Yaginumanis (лат.) — род пауков из семейства пауков-скакунов. 3 вида. Род был назван в честь японского арахнолога Takeo Yaginuma, который описал типовой вид рода (в составе рода Boethus, который был переименован в Spartaeus в 1984 году). Длина от 7,0 до 9,6 мм. Эпигина самки отличается красновато-чёрным копуляторным отверстием.

## Распространение
Южная и юго-восточная Азия.

## Классификация
Выделяют 3 вида.
- Yaginumanis cheni Peng & Li, 2002 — Китай
- Yaginumanis sexdentatus (Yaginuma, 1967) — Японияtypus
- Yaginumanus wanlessi Zhang & Li, 2005 — Китай